# マツザカシダ
マツザカシダ（松坂羊歯、学名：Pteris nipponica）は、イノモトソウ科イノモトソウ属のシダの1種。オオバノイノモトソウに似て、普通は葉に白い斑が出る。

## 名称
和名マツザカシダは三重県松坂にちなむもので、南伊勢地方に自生していたものが松坂の植木屋によって栽培され、そこから世に広まったことからこの名が付いたとされる。
中国名は、「日本鳳尾蕨」と表記される。

## 分布と生育環境
日本の本州の千葉県以西から琉球列島に掛けて分布し、国外では朝鮮南部と台湾から記録がある。ただし琉球列島では徳之島と沖縄島にまれにあるのみとのこと。
山麓の斜面や林縁に生える。

## 特徴
常緑性のシダ植物。根茎は短く、横に這い、葉を密生する。根茎の鱗片は褐色で線形、縁は滑らか。葉柄は無毛だが基部には鱗片がある。色は藁色から基部が少しだけ褐色を帯びる。
葉にははっきりとした2形があり、胞子嚢群がつかない栄養葉と、葉の裏面に胞子嚢群がつく胞子葉がある。
栄養葉は、葉柄の長さが10 - 30センチメートル (cm)、葉身は頂羽片と1 - 3対の側羽片からなる。側羽片は線状長楕円形で長さ10 - 20 cm、幅1.5 - 3.5 cm。葉質は革質、無毛で先端が急に尖り、葉縁は不規則な鋸歯が出る。栄養葉の表面の中央に白い斑が入るものが、園芸的に利用されている。
胞子葉は栄養葉より大きく長く、立ち上がる。葉柄は長さ14 - 50 cm、側羽片は長さ20 - 30 cm、幅1.5 cmほど。線形で短い柄があり、やや鎌状に曲がる。葉の表面は緑色で、株によっては中肋に沿って白い斑文が入る。

## 類似種など
もっともよく似ているのはオオバノイノモトソウ（学名：P. cretica）である。本種は別種として扱われているが、これには検討の余地があることは岩槻編 (1992) にも指摘されている。分類学上では、オオバイノモトソウの変種や亜種、以前は園芸品種として扱われた例もあり、たとえば田川 (1959) は本種をこの種の変種として扱い、学名を P. cretica var. albo-lineata としているが、現在は別種とされている。
区別点としては、オオバノイノモトソウの方が大きくなり、栄養葉の羽片の数がより多くて7対にもなるのに対し、マツザカシダの栄養葉の側羽片の数は少なく、形も中太りで広いことで区別できる。ただし羽片の数の少ないものもあり、その場合には班別が難しくなる。個々の栄養葉について見ると、本種の葉は濃緑色であり、オオバノイノモトソウは黄緑色であること、羽片の先端が本種では鈍く尖るか端に尖っている（鈍頭から鋭頭）のに対してオオバノイノモトソウでは突き出して尖る（鋭尖頭）である点などが異なっている。

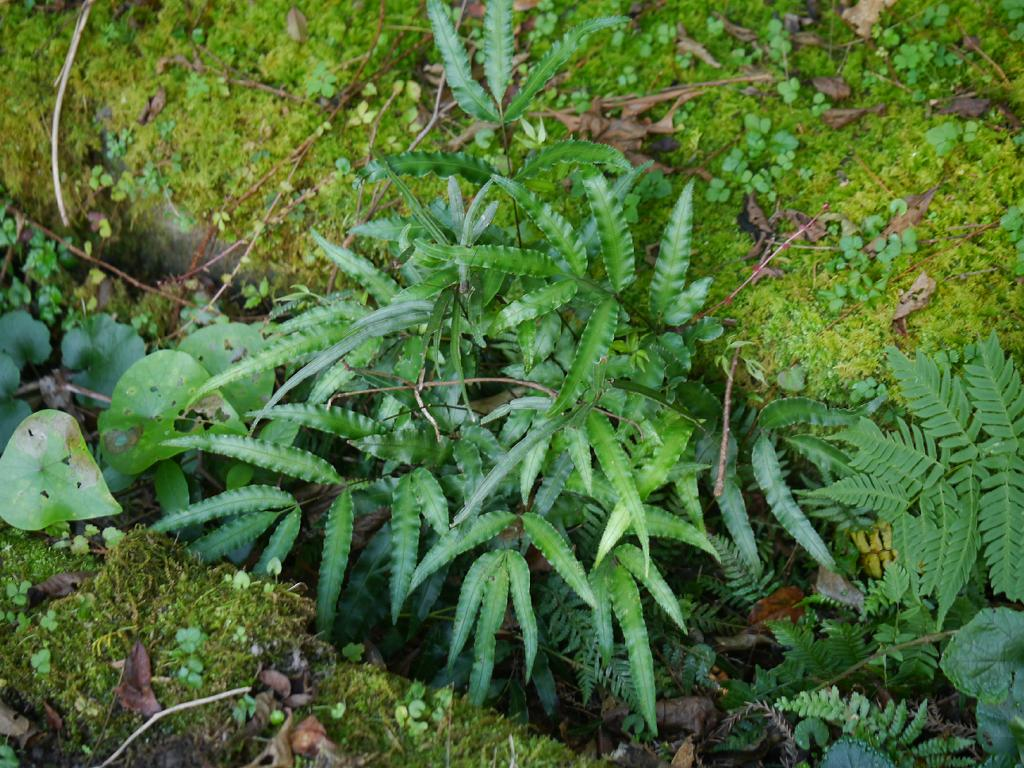
岩の上に生えたもの
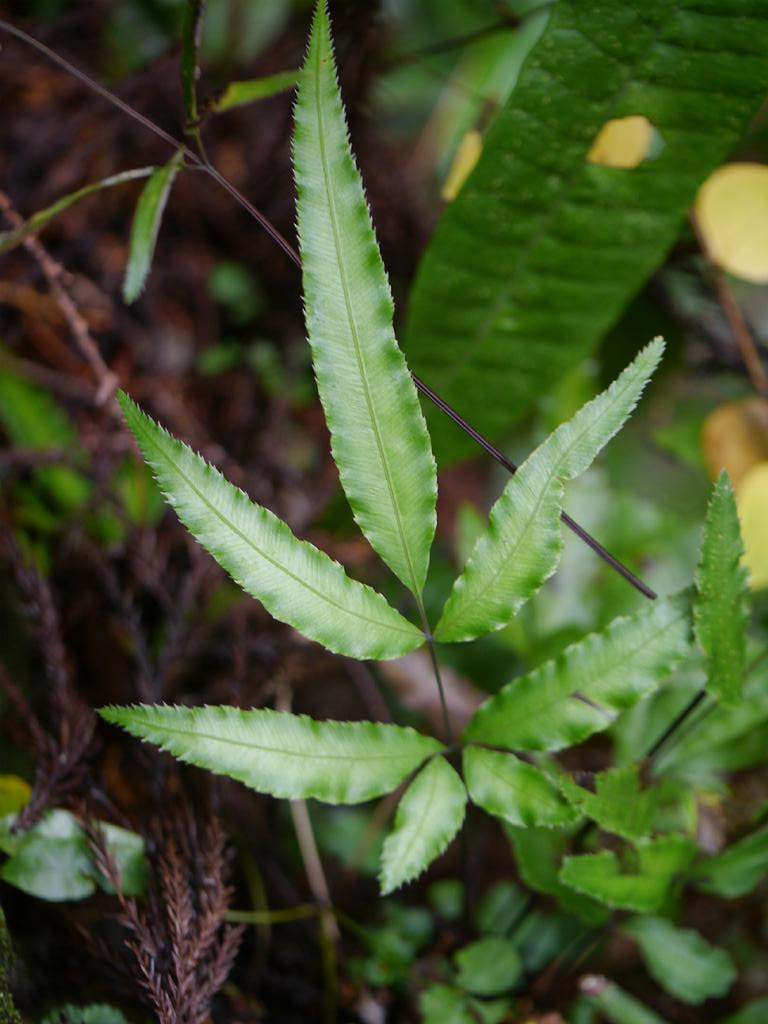
栄養葉
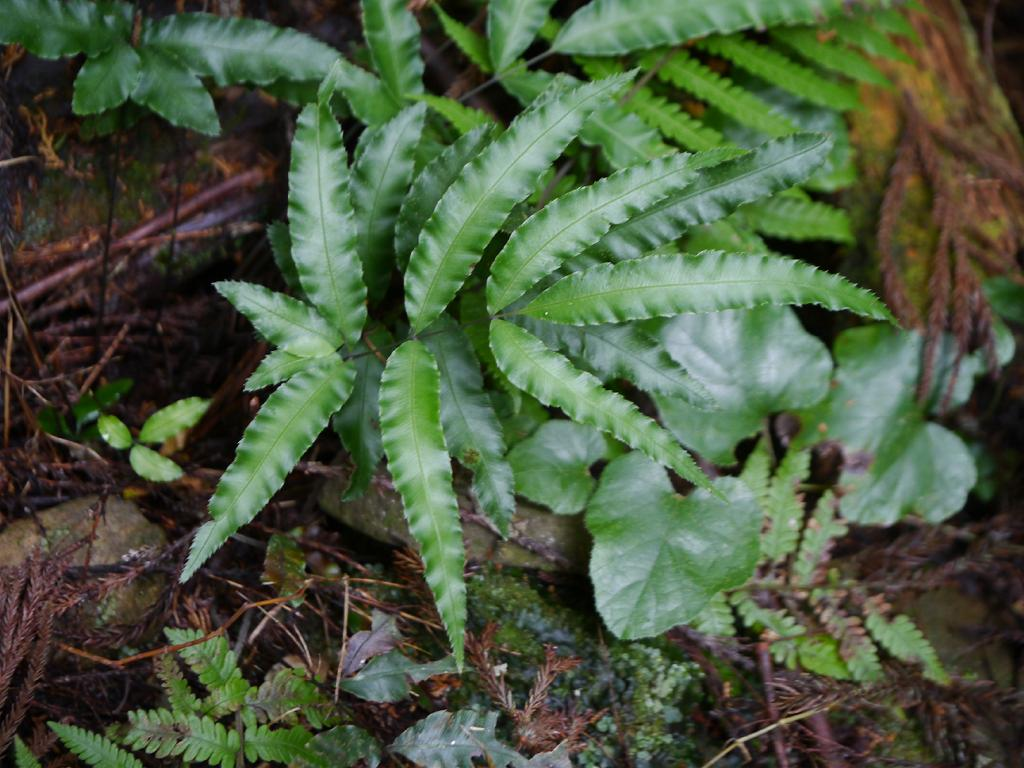
同・より発達したもの

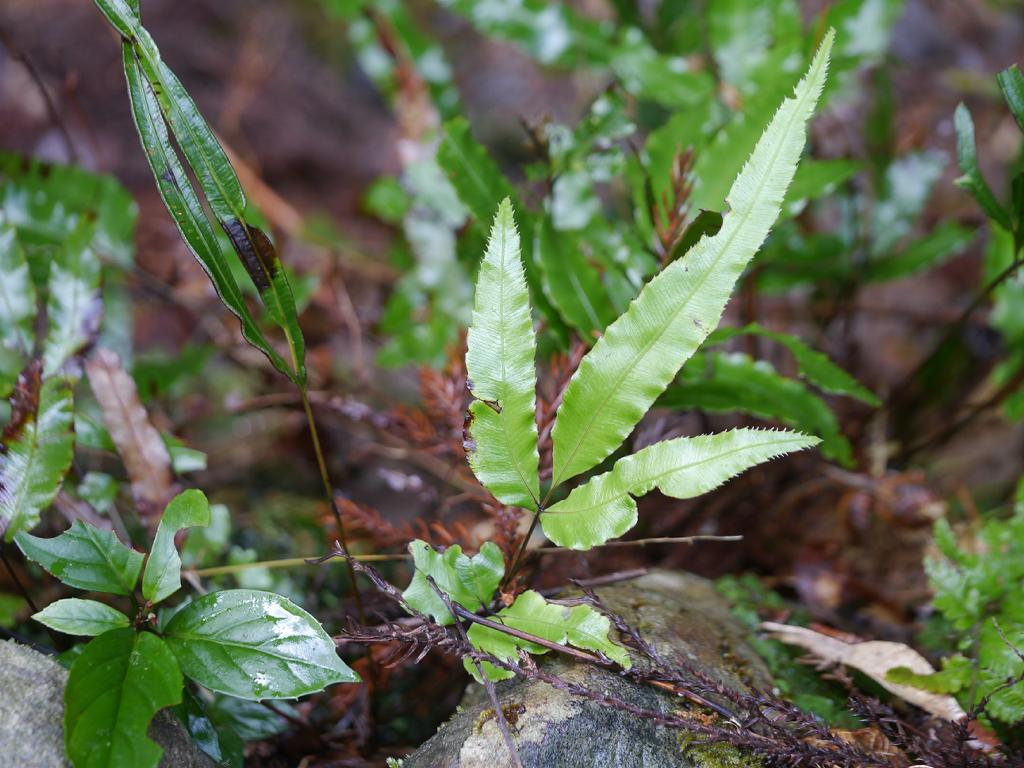
オオバノイノモトソウ 発達の悪い栄養葉
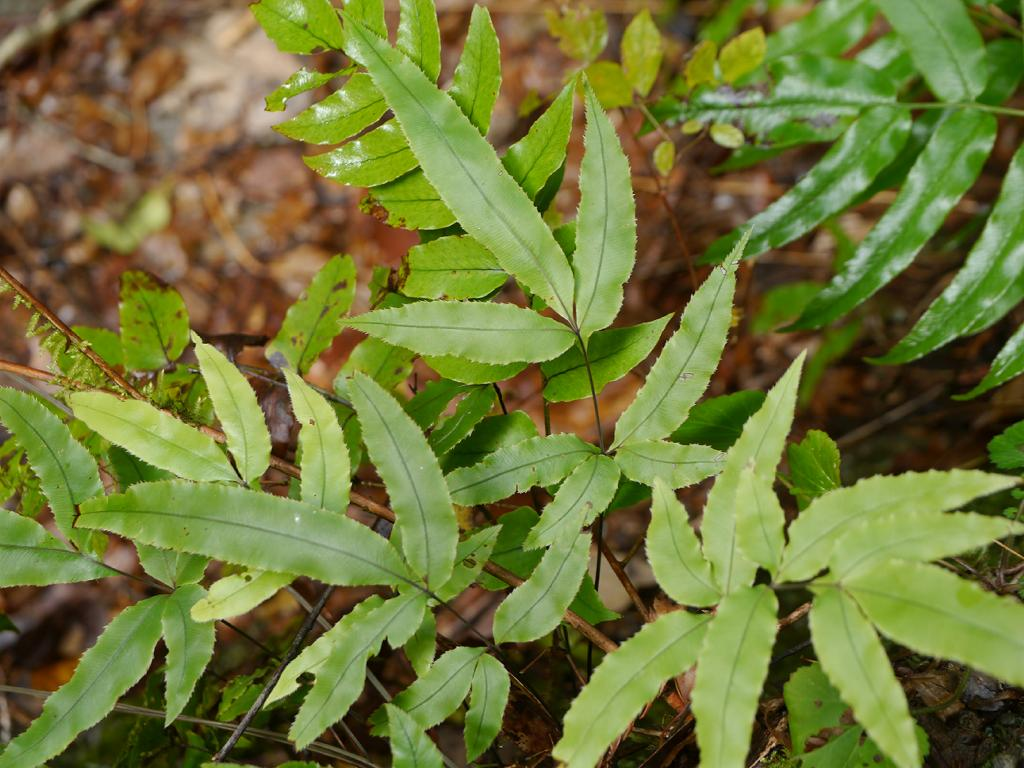
同 やや発達した栄養葉
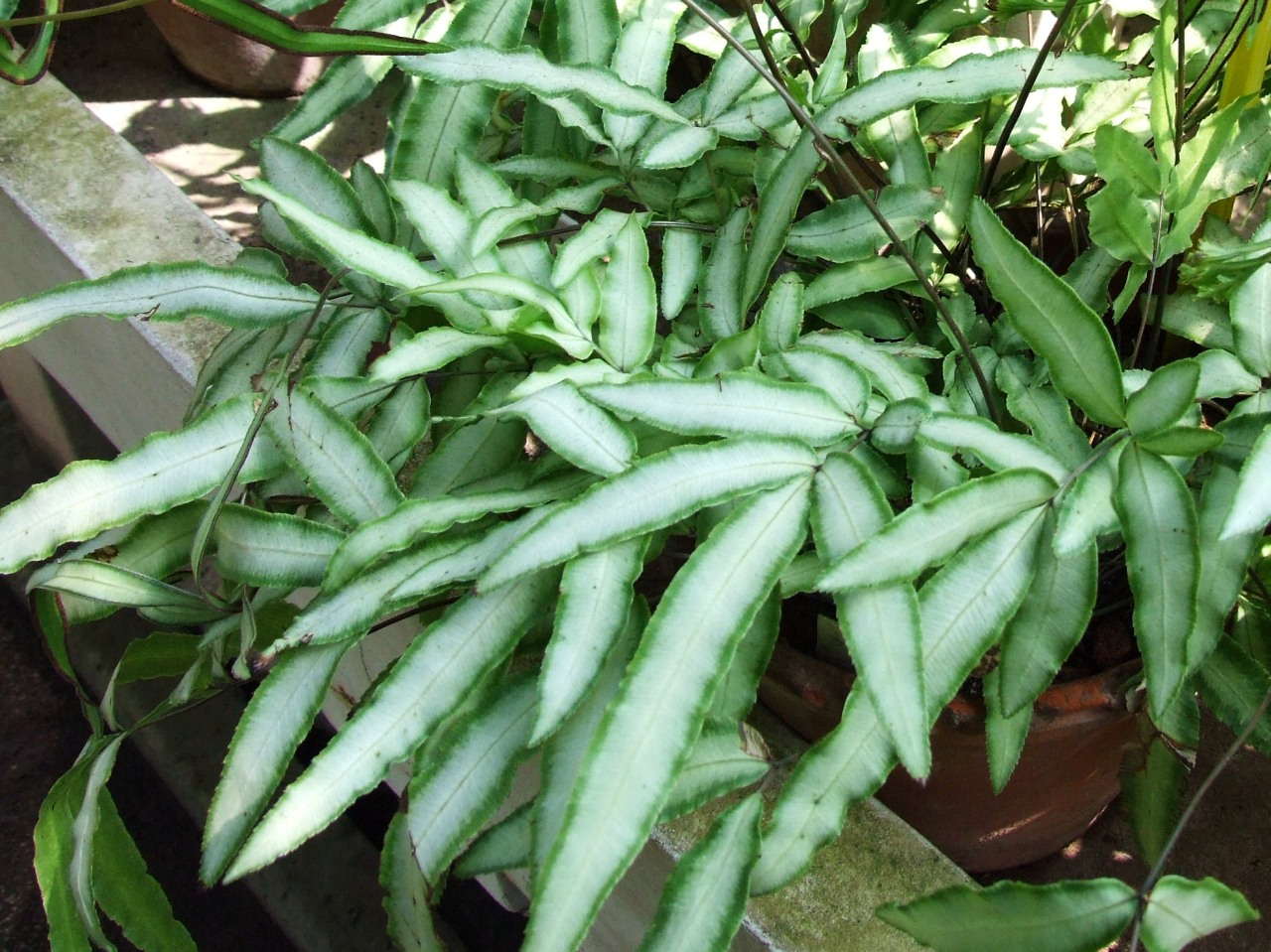
同 葉に白斑の出る栽培品

## 利用
斑入りのものは美しいので観賞用に栽培されてきた。直射を避け、空中湿度を保って育てると白斑が冴えて美しく育つという。
『本草図譜』には「おきなしだ」の名で本種が描かれており、これ以前から観賞用に栽培されていたと考えられる。またヨーロッパでオオバノイノモトソウの斑入り品として栽培されているものには本種に似たものがあり、検討が必要との声もある。
ヨーロッパに広まったのは1800年代のことで、ジャワのボイテンゾルグ植物園を経由して伝えられた。1860年刊行の Curtis's Botanical Magazene に図版が掲載されている。